# You'll Be in My Heart
You'll Be in My Heart é uma canção composta por Phil Collins, foi tema do filme dos estúdios Walt Disney Tarzan e aparece no álbum de mesmo nome.
A música ficou em primeiro lugar nas paradas de sucesso no mundo, foi uma das mais tocadas da Radio Disney, na versão original ela é cantada por Phil Collins e Usher e também pelo grupo musical da Irlanda, Celtic Woman. A canção ganhou versão em português com o título No Meu Coração Você Vai Sempre Estar, cantada por Ed Motta & Yasmin Lucas. A versão em português também foi uma das mais tocadas no Brasil.
A canção fez parte do álbum de Phil Collins como também do álbum O Mundo dos Sonhos de Yasmin, que contém versões em português de vários sucessos mundiais.

## Intérpretes

### Versão original
- Phil Collins
- Usher
- Celtic Woman

### Versão em português
- Ed Motta
- Yasmin Lucas
- Luís Represas e Rita Guerra
- Rafael Barreto (Ídolos (3ª temporada))
- Tiago Barbosa (Ídolos (7ª temporada))